# Vuelo 811 de United Airlines
El vuelo 811 de United Airlines (UA811/UAL811) era un vuelo internacional regular de Los Ángeles (California) a Sídney (Australia), con escalas en Honolulu (Hawái) y Auckland (Nueva Zelanda). El 24 de febrero de 1989, el Boeing 747-122 que operaba el vuelo sufrió una falla en la puerta de carga poco después de despegar de Honolulu. La descompresión explosiva resultante hizo estallar varias filas de asientos, causando la muerte de nueve pasajeros. El avión regresó a Honolulu y aterrizó sin incidentes.

## Aeronave
La aeronave involucrada era un Boeing 747-122 de 18 años y 4 meses con número de matrícula N4713U.Fue entregado a United Airlines el 3 de noviembre de 1970.Su número de serie era 19875 y era el 89.º 747 construido. En el momento del accidente, la aeronave había acumulado 58.814 horas totales de vuelo y 15.028 ciclos de presurización de vuelo,y no había estado involucrado en ningún accidente previo.
El 24 de febrero de 1989, el avión fue programado por United Airlines para operar como vuelo 811 desde el Aeropuerto Internacional de Los Ángeles en Los Ángeles, California, al Aeropuerto Internacional Kingsford Smith en Mascot, Nueva Gales del Sur, Australia, con escalas intermedias en el Aeropuerto Internacional Daniel K. Inouye en Honolulu, Hawái, y el Aeropuerto Internacional de Auckland en Auckland, Nueva Zelanda.El vuelo 811 operó sin incidentes en el primer tramo del vuelo de Los Ángeles a Honolulu; la tripulación de vuelo no reportó dificultades al llegar a Honolulu, donde ocurrió un cambio de tripulación.
Tras el accidente, la aeronave fue reparada y puesta nuevamente en servicio con United, pero se matriculó de nuevo como N4724U. En 1997, la aeronave fue retirada del servicio y cedida a Air Dabia como C5-FBS. Air Dabia cesó sus operaciones en 1998 y la aeronave fue abandonada en el Aeropuerto Internacional de Plattsburgh, donde fue desguazada en 2004, luego de 34 años de servicio.

## Tripulación de vuelo
El vuelo 811, que partió de Honolulu, estaba bajo el mando del capitán David M. Cronin (59 años). En el momento del accidente, Cronin había registrado alrededor de 28.000 horas de vuelo, incluidas aproximadamente 1.600 horas en aviones Boeing 747.El vuelo 811 fue el penúltimo vuelo programado de Cronin antes de su retiro obligatorio.
La tripulación de vuelo restante estaba formada por el primer oficial Gregory Allen "Al" Slader (48), el ingeniero de vuelo Randal Mark Thomas (46), y 15 asistentes de vuelo.El primer oficial y el ingeniero de vuelo habían registrado 14.500 horas de vuelo y 20.000 horas de vuelo, respectivamente.

## Incidente

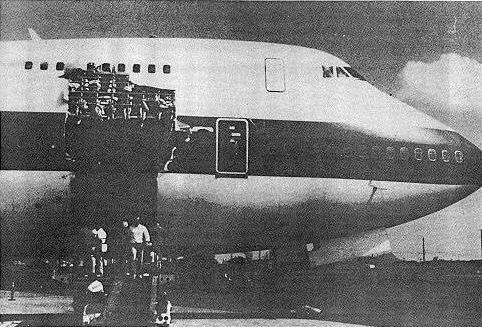
Daños en el fuselaje tras el incidente.

El vuelo 811 despegó del Aeropuerto Internacional de Honolulu a las 01:52 hora local, con 337 pasajeros y 18 tripulantes a bordo.  Durante el ascenso, la tripulación hizo preparativos para desviarse alrededor de tormentas eléctricas a lo largo de la trayectoria del avión; el capitán anticipó turbulencias y mantuvo encendida la señal del cinturón de seguridad del pasajero.

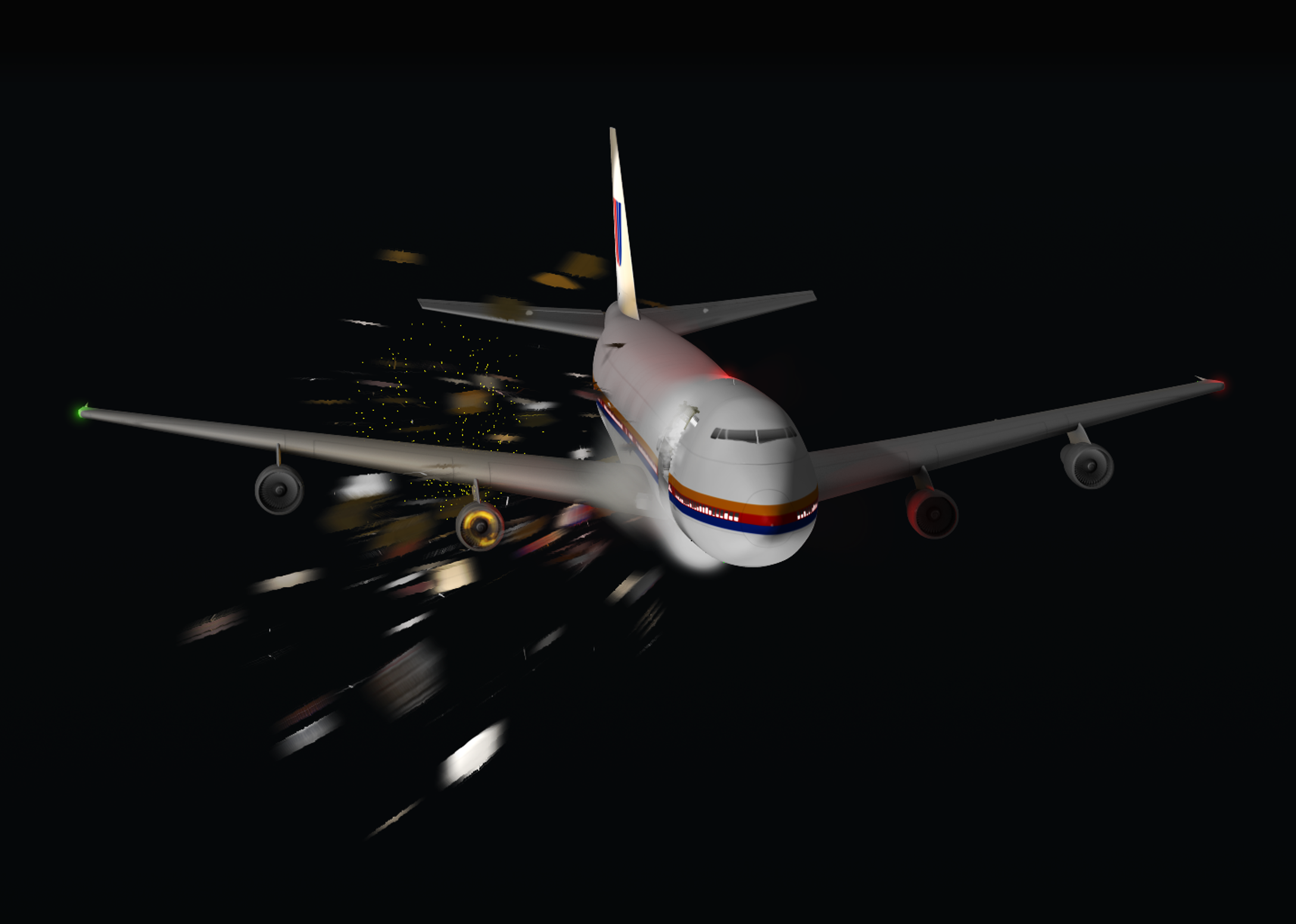
Imagen computarizada del momento en que el avión perdió la puerta de carga.

El avión había estado volando durante 17 minutos.  Cuando pasaba de 22 000 a 23 000 pies (6700 a 7000 m), la tripulación de vuelo escuchó un fuerte "golpe", que sacudió el avión.  Aproximadamente un segundo y medio después, la puerta de carga delantera se separó del avión. Se abrió con tanta fuerza que abrió un agujero en el fuselaje. Los diferenciales de presión y las fuerzas aerodinámicas hicieron que el suelo de la cabina se derrumbara, y 10 asientos (G y H de las filas 8 a 12) fueron expulsados de la cabina. Los ocho pasajeros que ocupaban estos asientos fueron expulsados del avión, al igual que el pasajero del asiento 9F.  Los asientos 8G y 12G estaban desocupados. Se dejó un enorme agujero en el avión, por el cual una azafata, Mae Sapolu, en la cabina de clase ejecutiva, casi salió despedida. La sobrecargo Laura Brentlinger se aferró a los escalones que conducían a la cubierta superior y colgaba de ellos cuando se produjo la descompresión. Los pasajeros y la tripulación la vieron aferrada a una pata del asiento y lograron rescatarla dentro de la cabina, aunque resultó gravemente herida.
Los pilotos creyeron inicialmente que había explotado una bomba dentro del avión, ya que este accidente ocurrió apenas dos meses después de que el vuelo 103 de Pan Am explotara sobre Lockerbie, Escocia. Iniciaron un descenso de emergencia para alcanzar una altitud respirable, al tiempo que realizaban un viraje de 180° a la izquierda para regresar a Honolulu. La explosión dañó componentes del sistema de suministro de oxígeno de emergencia a bordo, ya que estaba ubicado principalmente en el área de la pared lateral de carga delantera, justo detrás de la puerta de carga.
Los escombros expulsados del avión durante la descompresión explosiva dañaron los motores números 3 y 4. El motor 3 estaba experimentando una fuerte vibración, no había lectura en el tacómetro N1 y la temperatura de los gases de escape (EGT) y la relación de presión del motor eran bajas, por lo que la tripulación lo apagó. A las 02:20 se declaró una emergencia y la tripulación comenzó a descargar combustible para reducir el peso de aterrizaje del avión. La lectura N1 del motor número 4 pronto cayó a casi cero, su lectura EGT era alta y estaba emitiendo llamas, por lo que los pilotos también lo apagaron. Algunos de los escombros expulsados explosivamente dañaron el borde de ataque del ala derecha, abollaron el estabilizador horizontal de ese lado y dañaron el estabilizador vertical.
Durante el descenso, el capitán Cronin ordenó al ingeniero de vuelo Thomas que avisara a los auxiliares de vuelo que se prepararan para un aterrizaje de emergencia, pero Thomas no pudo contactarlos por el intercomunicador. Thomas le pidió permiso al capitán para bajar y averiguar qué estaba sucediendo, y Cronin accedió. Thomas observó graves daños inmediatamente después de salir de la cabina; el revestimiento del avión se había desprendido en algunas zonas de la cubierta superior, dejando al descubierto las cuadernas y los largueros. Al bajar a la cubierta inferior, la magnitud de los daños se hizo evidente al ver el gran agujero en el lateral de la cabina. Thomas regresó a la cabina e informó que una gran sección del fuselaje estaba abierta detrás de la puerta de salida número 1. Thomas concluyó que probablemente se trataba de una bomba y que, considerando los daños, reducir la velocidad del avión por debajo de la velocidad de entrada en pérdida por un margen muy pequeño sería imprudente.
A medida que el avión se acercaba al aeropuerto, el tren de aterrizaje se extendió, pero los flaps solo pudieron desplegarse parcialmente como resultado del daño sufrido después de la descompresión. Esto requirió una velocidad de aterrizaje más alta de lo normal, alrededor de 190-200 nudos (220-230 mph; 350-370 km/h). A pesar de estos factores, el capitán Cronin fue capaz de detener el avión sin salirse de la pista.Habían transcurrido unos 14 minutos desde que se declaró la emergencia. Todos los pasajeros y auxiliares de vuelo restantes evacuaron la aeronave en menos de 45 segundos. Todos los auxiliares de vuelo sufrieron alguna lesión durante la evacuación, desde rasguños hasta una dislocación de hombro.
A pesar de las exhaustivas búsquedas aéreas y marítimas, no se encontraron en el mar restos de las nueve víctimas perdidas durante el vuelo.En el motor número 3 se encontraron pequeños fragmentos de cuerpo y trozos de ropa, lo que indica que al menos una víctima expulsada del fuselaje fue ingerida por el motor, pero no se sabe si los fragmentos eran de una o más víctimas.

## Investigación

### Investigación inicial de la NTSB
La Junta Nacional de Seguridad en el Transporte (NTSB) inició de inmediato una investigación sobre el accidente. Una exhaustiva búsqueda aérea y de superficie en el océano no logró localizar inicialmente la puerta de carga de la aeronave. La NTSB procedió con su investigación, sin inspeccionar la puerta de carga, emitiendo un informe final el 16 de abril de 1990.
La investigación se basó en gran medida en pruebas circunstanciales, incluyendo incidentes previos relacionados con puertas de carga. El 10 de marzo de 1987, el vuelo 125 de Pan Am, otro Boeing 747, que salía del Aeropuerto de Londres-Heathrow, tuvo problemas de presurización a 20.000 pies (6.100 m), lo que obligó a la tripulación a abortar el vuelo y regresar al aeropuerto.Después de que el avión aterrizara de manera segura en el Aeropuerto Heathrow de Londres, se encontró que la puerta de carga del avión estaba entreabierta aproximadamente 1,5 pulgadas (38 mm) a lo largo de su borde ventral. Cuando se examinó el avión más a fondo, se encontró que todos los brazos de bloqueo de la puerta estaban dañados o completamente cortados. Boeing inicialmente atribuyó esto a un mal manejo por parte del personal de tierra. Para probar esta teoría, Boeing instruyó a los operadores del 747 para que cerraran y bloquearan la puerta de carga con la manija externa y luego activaran el interruptor de apertura de la puerta con la manija aún en la posición de bloqueo. Nada debería haber sucedido ya que el interruptor S-2 fue diseñado para desactivar los motores de la puerta si la manija estaba bloqueada. Algunas aerolíneas informaron que los motores de la puerta efectivamente comenzaron a funcionar; sin embargo, intentaron forzar la puerta para abrirla contra los sectores de bloqueo y causaron daños al mecanismo.
Con base en la evidencia disponible y la atribución de fallas anteriores de la puerta de carga a daños causados por mal manejo de la tripulación de tierra, las conclusiones de la investigación de la NTSB se basaron en la suposición de que una puerta de carga del 747 correctamente cerrada y trabada no podía abrirse en vuelo:

No existen medios razonables para que los mecanismos de bloqueo y pestillo de la puerta se abran mecánicamente durante el vuelo desde una posición correctamente cerrada y bloqueada. Si los sectores de cierre estuvieran en buen estado y ubicados correctamente sobre las levas de cierre, estos tendrían la resistencia suficiente para evitar que las levas vibraran hasta la posición de apertura durante la operación en tierra y el vuelo. No obstante, existen dos posibles causas por las que la puerta de carga pudo abrirse durante el vuelo: o bien los mecanismos de bloqueo se abrieron eléctricamente a través de los sectores de bloqueo después de asegurar la puerta, o bien esta no se cerró correctamente antes del despegue. En ese caso, la puerta se abrió cuando la carga de presurización alcanzó un punto que los pestillos no pudieron soportar.

La NTSB se enteró de que en el caso del N4713U, la aeronave había experimentado fallos intermitentes en su puerta de carga delantera en los meses previos al accidente. Con base en esta información y la presunción de daños durante el servicio, la NTSB concluyó en su informe de abril de 1990 que estas fallas habían dañado el mecanismo de bloqueo de la puerta, de tal manera que esta mostraba la indicación de cierre y traba sin estar completamente cerrada. El informe criticó el diseño del componente; también criticó a la aerolínea por un mantenimiento e inspección inadecuados, por lo que no identificó los daños en el mecanismo de bloqueo.

### Investigación personal y desarrollos posteriores
Lee Campbell, un neozelandés que regresaba a casa, fue una de las víctimas mortales del vuelo 811. Después de su muerte, sus padres, Kevin y Susan Campbell (la primera, ingeniera de profesión), investigaron el caso utilizando documentos obtenidos de la NTSB.La investigación de los Campbell los llevó a concluir que la causa del accidente no fue un error humano, sino la combinación de un problema eléctrico y un diseño inadecuado del mecanismo de cierre de la puerta de carga del avión. Posteriormente, presentaron su teoría a la junta de seguridad.
El Boeing 747 fue diseñado con una puerta de carga con bisagras hacia afuera, a diferencia de una puerta de tapón, que se abre hacia adentro y se atasca contra su marco al cerrarse debido a la caída de presión exterior durante el vuelo, lo que imposibilita su apertura accidental a gran altitud. Esta puerta, que se abre hacia afuera, aumenta la capacidad de carga disponible del avión (se debe mantener menos espacio libre dentro del fuselaje para permitir el rango de movimiento de la puerta), pero requiere un mecanismo de bloqueo robusto para mantenerla cerrada. Las deficiencias en el diseño de las puertas de carga de los aviones de fuselaje ancho se conocen desde principios de la década de 1970 debido a fallas en la puerta de carga del DC-10.Estos problemas no fueron abordados completamente por la industria aeronáutica ni por la FAA, a pesar de las advertencias y las muertes causadas por los accidentes relacionados con la puerta de carga del DC-10.
La puerta de carga del 747 utilizaba una serie de levas de cierre operadas eléctricamente, en las que se cerraban los pasadores del borde de la puerta. Las levas giraban entonces a la posición cerrada, manteniendo la puerta cerrada. Una serie de brazos en forma de L (llamados sectores de cierre) se accionaban mediante el movimiento manual final de una palanca para cerrar la puerta; estos estaban diseñados para reforzar las levas de cierre sin alimentación y evitar que giraran a la posición de desbloqueo. Sin embargo, los sectores de cierre estaban hechos de aluminio y eran demasiado delgados para evitar que las levas de cierre se movieran a la posición de desbloqueo contra la potencia de los motores de la puerta. Los interruptores eléctricos cortaban la alimentación eléctrica de la puerta de carga cuando se cerraba la manija exterior; si uno fallaba, los motores aún podían consumir energía y girar la leva de cierre a la posición de apertura. Lo mismo podía ocurrir si cables desgastados alimentaban el motor de la leva, incluso si el interruptor de seguridad cortaba la alimentación del circuito.
Ya en 1975, Boeing se dio cuenta de que los sectores de cierre de aluminio eran demasiado delgados para ser eficaces y recomendó a las aerolíneas añadir duplicadores. Tras el incidente de Pan Am de 1987, Boeing emitió un boletín de servicio notificando a los operadores que reemplazaran los sectores de bloqueo de aluminio por sectores de bloqueo de acero y realizaran diversas inspecciones.En Estados Unidos, la FAA exigió este servicio mediante una directiva de aeronavegabilidad en julio de 1988 y dio a las aerolíneas estadounidenses entre 18 y 24 meses para cumplirla.Después del accidente del vuelo 811, la FAA acortó el plazo a 30 días.

### Investigación reabierta de la NTSB

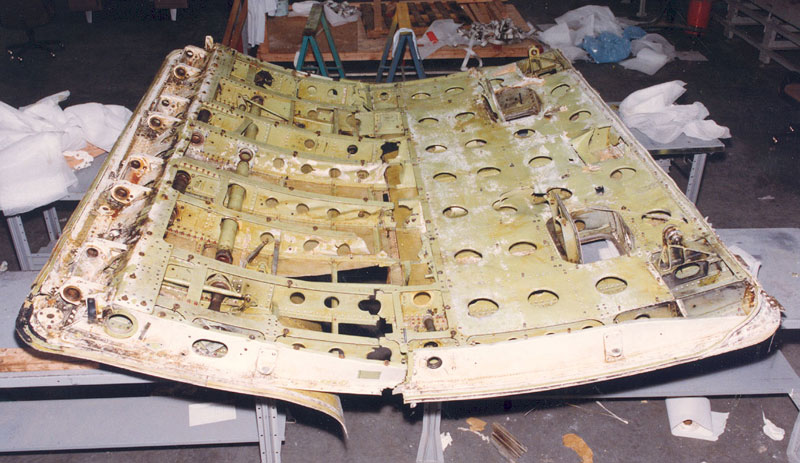
La puerta de carga fue recuperada por el sumergible tripulado de aguas profundas Sea Cliff.

El 26 de septiembre y el 1 de octubre de 1990, el sumergible tripulado Sea Cliff recuperó dos mitades de la puerta de carga del vuelo 811 del océano Pacífico, a una profundidad de 4300 m (14 100 pies). La puerta de carga se había fracturado longitudinalmente por el centro. Los equipos de recuperación informaron que no se habían descubierto otros restos ni evidencia de restos humanos.La NTSB inspeccionó la puerta de carga y determinó que la condición del mecanismo de bloqueo no respaldaba sus conclusiones originales.
Además, en 1991, ocurrió un incidente en el Aeropuerto Internacional John F. Kennedy de Nueva York relacionado con el mal funcionamiento de otra puerta de carga de un Boeing 747 de United Airlines.En ese momento, el personal de mantenimiento de United Airlines investigaba la causa de la activación del disyuntor. Al diagnosticar la causa, una activación involuntaria del mecanismo eléctrico del pestillo de la puerta provocó que la puerta de carga se abriera espontáneamente a pesar de estar cerrada. Una inspección del cableado eléctrico de la puerta reveló fugas de aislamiento, y el aislamiento de ciertos cables eléctricos permitió que la puerta volviera a funcionar con normalidad.Se inspeccionaron los sectores de la cerradura, las levas del pestillo y los pasadores del pestillo de la puerta, y no mostraron ningún signo de daño del tipo previsto por la hipótesis original de la NTSB.

### Conclusiones finales
Basándose en los acontecimientos posteriores a la emisión de su informe original en abril de 1990, la NTSB emitió un informe de accidente sustitutivo el 18 de marzo de 1992.En este informe, la NTSB determinó que la causa probable del accidente fue la apertura repentina de la puerta de carga, atribuida a un cableado inadecuado y deficiencias en el diseño de la puerta. En este caso, se observó que un cortocircuito provocó una rotación desordenada de las levas del pestillo, lo que forzó la deformación de los frágiles sectores de cierre de aluminio, permitiendo la rotación. Esto permitió que la presión diferencial del aire y las fuerzas aerodinámicas hicieran estallar la puerta, desprendiéndola del fuselaje, arrancando la estructura de fijación de las bisagras, el piso de la cabina y el revestimiento lateral del fuselaje, y provocando la descompresión explosiva.

## Consecuencias
La NTSB recomendó que todos los 747-100 en servicio en ese momento reemplazaran sus mecanismos de cierre de la puerta de carga con cerraduras nuevas rediseñadas.
En 1989, la tripulación de vuelo recibió el Premio del Secretario al Heroísmo por sus acciones.El avión fue reparado, registrado nuevamente como N4724U en 1989 y regresó al servicio con United Airlines en 1990. En 1997, el avión fue registrado con Air Dabia como C5-FBS,y después del colapso de esa aerolínea, abandonado en 2001 durante el mantenimiento de revisión en el Aeropuerto Internacional de Plattsburghy desguazado en 2003.

## Filmografía
Se presentaron los eventos del vuelo 811 en el primer episodio de Mayday: catástrofes aéreas, titulado «Desastre en la cabina», con recreaciones y entrevistas a los sobrevivientes, investigadores y a los Campbell.El incidente también volvió a examinar en la sexta temporada, en el especial titulado «Sin presión en las alturas», donde se examinaron varios accidentes involucrando pérdidas de la presión en cabina.La vigesimocuarta temporada presentó una nueva recreación del accidente, en el episodio titulado «Terror sobre el Pacífico».

## Galería

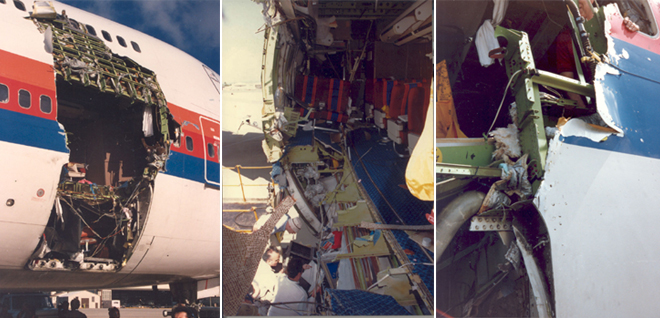
Daños a la aeronave después de su aterrizaje.
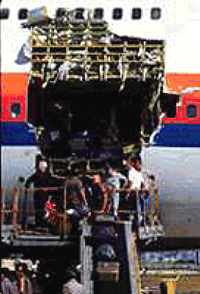
Daños a la puerta de la aeronave.
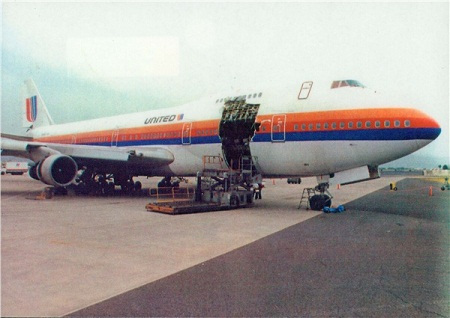
Vista completa de la aeronave después de su aterrizaje de emergencia.
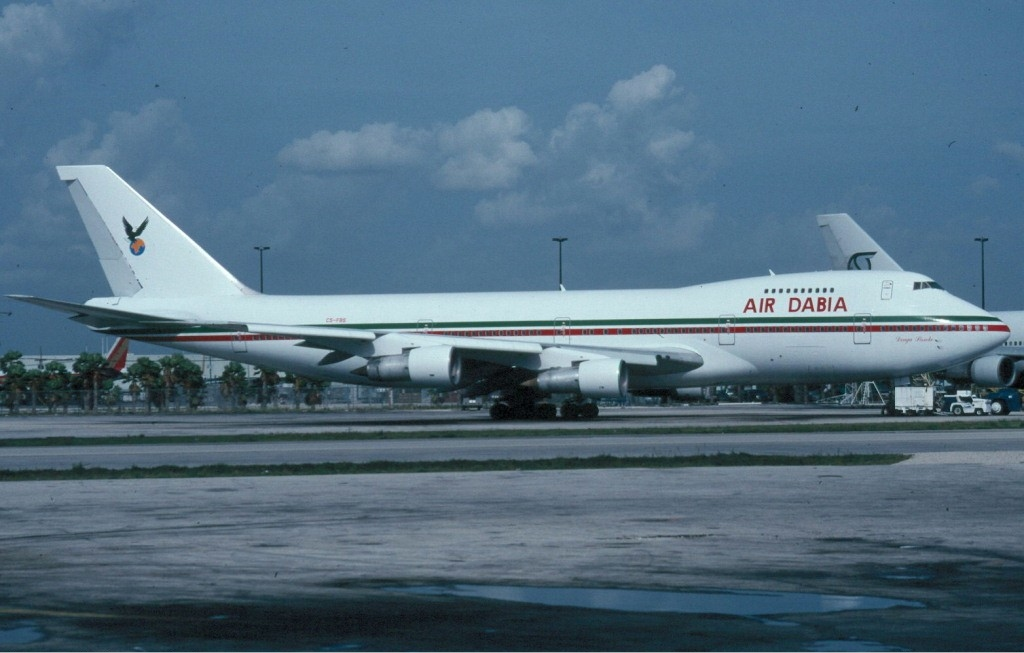
La aeronave involucrada en el incidente, vista en mayo de 1999 en el Aeropuerto Internacional de Miami, con su operador Air Dabia.